# 日本ファンタジーノベル大賞
日本ファンタジーノベル大賞（にほんファンタジーノベルたいしょう）とは、未発表の創作ファンタジー小説を対象とした公募型の文学賞。1989年に創設され、応募資格としてプロ・アマの別を問わない点を特色としている。
2017年以降は一般財団法人新潮文芸振興会が主催しており、受賞作品は新潮社から刊行される。候補作には挙がったものの、恩田陸や小野不由美、高野史緒など入賞していない作品でも優れていれば刊行された。発表誌は『小説新潮』。大賞受賞作品が同誌に全文掲載されていたこともある。

## 歴史
1989年に読売新聞東京本社と三井不動産販売が、三井不動産販売の創業20周年を迎えた記念事業として始めた文学賞で、三井不動産販売は1998年まで主催した。バブル経済の好景気の末期でもあり、三井不動産販売が広告代理店各社に企画案を提出させ、その中から読売広告社のファンタジーをテーマにした文学賞という案を採用。文学賞のノウハウを持ち、受賞作の出版を行える出版社ということで、新潮社が後援として参加した。創設時の担当編集者には、大森望、木村由花がいた。
三井不動産販売は10年で降板。有望な新人が発掘される成果があったため、このまま終わらせるのは惜しいと清水建設が主催を引き継ぐことになり、第11回から第25回まで清水建設と読売新聞社が主催した。
この間の大賞賞金は500万円。
第25回（2013年度）を機に一定の役割を終えたとして賞を休止した。
2017年になって主催者を一般財団法人新潮文芸振興会、後援を読売新聞社としてリニューアル再開した。大賞賞金は500万円から300万円に減額された。2017年度の名称は「日本ファンタジーノベル大賞2017」、翌年は「日本ファンタジーノベル大賞2018」と再開前までの回数は引き継がれていない。

## 受賞作のアニメ化
最初の2年は、日本テレビが協賛となり、三井不動産販売が番組スポンサーとなって受賞作をアニメ化。酒見賢一の『後宮小説』が1990年3月21日に『雲のように風のように』、鈴木光司の『楽園』が1991年6月16日に『満ちてくる時のむこうに』のタイトルで日本テレビ系で放送された。アニメの制作は、スタジオぴえろが行っている。

## 歴代選考委員
当初手塚治虫を含め6人の審査員で行われる予定であったが、手塚が死去したため、5人で審査する形になった。
第1回 - 第7回
- 荒俣宏、安野光雅、井上ひさし、高橋源一郎、矢川澄子

第8回 - 第10回
- 荒俣宏、安野光雄、井上ひさし、椎名誠、矢川澄子

第11回 - 第13回
- 荒俣宏、井上ひさし、椎名誠、鈴木光司、矢川澄子

第14回 - 第22回
- 荒俣宏、井上ひさし、小谷真理、椎名誠、鈴木光司

第23回 - 第25回
- 荒俣宏、小谷真理、椎名誠、鈴木光司、萩尾望都

2017-2020
- 恩田陸、萩尾望都、森見登美彦

2021-2025
- 恩田陸、森見登美彦、ヤマザキマリ

## 受賞作一覧
特記がなければ、初刊は新潮社、文庫は新潮文庫刊。

### 1989年 - 2013年
| 回（年）         | 応募総数 | 賞          | 受賞・候補作                                | 著者       | 初刊       | 文庫化     |
| ---------------- | -------- | ----------- | ------------------------------------------- | ---------- | ---------- | ---------- |
| 第1回（1989年）  | 835編    | 大賞        | 「後宮小説」                                | 酒見賢一   | 1989年12月 | 1993年4月  |
| 第1回（1989年）  | 835編    | 優秀賞      | 「宇宙のみなもとの滝」                      | 山口泉     | 1989年12月 |            |
| 第1回（1989年）  | 835編    | 候補        | 「月のしずく100％ジュース」                 | 岡崎弘明   |            | 1990年7月  |
| 第1回（1989年）  | 835編    | 候補        | 「星虫 COSMIC BEETLE」                      | 岩本隆雄   |            | 1990年7月  |
| 第1回（1989年）  | 835編    | 候補        | 「三日月銀次郎が行く イーハトーボの冒険編」 | 武良竜彦   |            | 1990年7月  |
| 第2回（1990年）  | 275編    | 大賞        | 該当作なし                                  | 該当作なし | 該当作なし | 該当作なし |
| 第2回（1990年）  | 275編    | 優秀賞      | 「楽園」                                    | 鈴木光司   | 1990年12月 | 1996年1月  |
| 第2回（1990年）  | 275編    | 優秀賞      | 「英雄ラファシ伝」                          | 岡崎弘明   | 1990年12月 |            |
| 第2回（1990年）  | 275編    | 候補        | 「ラスト・マジック」                        | 村上哲哉   |            | 1990年12月 |
| 第2回（1990年）  | 275編    | 候補        | 「日輪王伝説」                              | 原あやめ   |            |            |
| 第2回（1990年）  | 275編    | 候補        | 「念術小僧」                                | 加藤正和   |            | 1990年12月 |
| 第3回（1991年）  | 428編    | 大賞        | 「バルタザールの遍歴」                      | 佐藤亜紀   | 1991年12月 | 1994年12月 |
| 第3回（1991年）  | 428編    | 優秀賞      | 「なんか島開拓誌」                          | 原岳人     | 1991年12月 |            |
| 第3回（1991年）  | 428編    | 候補        | 「リフレイン」                              | 沢村凜     | 1992年2月  | 2012年7月  |
| 第3回（1991年）  | 428編    | 候補        | 「天明童女」                                | 河合泰子   | 2008年12月 |            |
| 第3回（1991年）  | 428編    | 候補        | 「六番目の小夜子」                          | 恩田陸     | 1998年8月  | 1992年7月  |
| 第4回（1992年）  | 385編    | 大賞        | 該当作なし                                  | 該当作なし | 該当作なし | 該当作なし |
| 第4回（1992年）  | 385編    | 優秀賞      | 「昔、火星のあった場所」                    | 北野勇作   | 1992年12月 | 2001年5月  |
| 第4回（1992年）  | 385編    | 候補        | 「蒼いエリルの花」                          | 宇津木智   |            |            |
| 第4回（1992年）  | 385編    | 候補        | 「夜叉が池伝説異聞」                        | こもりてん |            |            |
| 第4回（1992年）  | 385編    | 候補        | 「ガーダの星」                              | 立樹知子   |            |            |
| 第4回（1992年）  | 385編    | 候補        | 「ファンタジア」                            | 藤原京     |            |            |
| 第5回（1993年）  | 574編    | 大賞        | 「イラハイ」                                | 佐藤哲也   | 1993年12月 | 1996年10月 |
| 第5回（1993年）  | 574編    | 優秀賞      | 「酒仙」                                    | 南條竹則   | 1993年12月 | 1996年10月 |
| 第5回（1993年）  | 574編    | 候補        | 「東亰異聞」                                | 小野不由美 | 1994年4月  | 1999年5月  |
| 第5回（1993年）  | 574編    | 候補        | 「球形の季節」                              | 恩田陸     | 1994年4月  | 1999年2月  |
| 第6回（1994年）  | 494編    | 大賞        | 「バガージマヌパナス」                      | 池上永一   | 1994年12月 | 1998年12月 |
| 第6回（1994年）  | 494編    | 大賞        | 「鉄塔 武蔵野線」                           | 銀林みのる | 1994年12月 | 1997年6月  |
| 第6回（1994年）  | 494編    | 候補        | 「ムジカ・マキーナ」                        | 高野史緒   | 1995年7月  | 2002年5月  |
| 第6回（1994年）  | 494編    | 候補        | 「世界の果てに生まれて」                    | 沢村凜     |            |            |
| 第6回（1994年）  | 494編    | 候補        | 「飛び地のジム」                            | 石立ミン   |            |            |
| 第7回（1995年）  | 531編    | 大賞        | 該当作なし                                  | 該当作なし | 該当作なし | 該当作なし |
| 第7回（1995年）  | 531編    | 優秀賞      | 「糞袋」                                    | 藤田雅矢   | 1995年12月 |            |
| 第7回（1995年）  | 531編    | 優秀賞      | 「バスストップの消息」                      | 嶋本達嗣   | 1995年12月 |            |
| 第7回（1995年）  | 531編    | 候補        | 「ようそろう・一九六三」                    | 上野哲也   |            |            |
| 第7回（1995年）  | 531編    | 候補        | 「餓鬼道双六蕎麦糸引」                      | 桐原昇     |            |            |
| 第8回（1996年）  | 510編    | 大賞        | 該当作なし                                  | 該当作なし | 該当作なし | 該当作なし |
| 第8回（1996年）  | 510編    | 優秀賞      | 「アイランド」                              | 葉月堅     | 1996年12月 |            |
| 第8回（1996年）  | 510編    | 優秀賞      | 「青猫屋」                                  | 城戸光子   | 1996年12月 |            |
| 第8回（1996年）  | 510編    | 候補        | 「ダブ（エ）ストン街道」                    | 浅暮三文   | 1998年8月  | 2003年10月 |
| 第8回（1996年）  | 510編    | 候補        | 「回遊オペラ船からの脱出」                  | 橋本舜一   |            |            |
| 第8回（1996年）  | 510編    | 候補        | 「宇宙防衛軍」                              | 八本正幸   |            |            |
| 第9回（1997年）  | 460編    | 大賞        | 「燃えるがままにせよ」                      | 井村恭一   | 1997年12月 |            |
| 第9回（1997年）  | 460編    | 優秀賞      | 「競漕海域」                                | 佐藤茂     | 1997年12月 |            |
| 第9回（1997年）  | 460編    | 候補        | 「五人家族」                                | 沢村凜     |            |            |
| 第9回（1997年）  | 460編    | 候補        | 「巡回の旋律」                              | 横山陵司   |            |            |
| 第9回（1997年）  | 460編    | 候補        | 「年代記 「アネクメーネ・マーキュリー」」   | 萩原史子   |            |            |
| 第10回（1998年） | 431編    | 大賞        | 「オルガニスト」                            | 山之口洋   | 1998年12月 | 2001年9月  |
| 第10回（1998年） | 431編    | 優秀賞      | 「ヤンのいた島」                            | 沢村凜     | 1998年12月 | 2013年2月  |
| 第10回（1998年） | 431編    | 優秀賞      | 「青猫の街」                                | 涼元悠一   | 1998年12月 |            |
| 第10回（1998年） | 431編    | 候補        | 「偽造手記」                                | 国分寺公彦 | 1999年2月  | 2001年9月  |
| 第11回（1999年） | 478編    | 大賞        | 「信長 あるいは 戴冠せるアンドロギュヌス」  | 宇月原晴明 | 1999年12月 | 2002年10月 |
| 第11回（1999年） | 478編    | 優秀賞      | 「BH85」                                    | 森青花     | 1999年12月 | 2008年8月  |
| 第11回（1999年） | 478編    | 候補        | 「クリスタル・メモリー」                    | 西荻知道   |            |            |
| 第11回（1999年） | 478編    | 候補        | 「ヤコブの梯子を降り来るもの」              | 人見葵     |            |            |
| 第12回（2000年） | 422編    | 大賞        | 該当作なし                                  | 該当作なし | 該当作なし | 該当作なし |
| 第12回（2000年） | 422編    | 優秀賞      | 「仮想の騎士」                              | 斉藤直子   | 2000年12月 |            |
| 第12回（2000年） | 422編    | 候補        | 「涙姫」                                    | 奥野道々   |            |            |
| 第12回（2000年） | 422編    | 候補        | 「こいわらい」                              | 松宮宏     | 2006年10月 | 2013年1月  |
| 第12回（2000年） | 422編    | 候補        | 「場違いな工芸品」                          | 大濱真対   |            |            |
| 第13回（2001年） | 412編    | 大賞        | 「太陽と死者の記録」                        | 粕谷知世   | 2001年12月 |            |
| 第13回（2001年） | 412編    | 優秀賞      | 「しゃばけ」                                | 畠中恵     | 2001年12月 | 2004年4月  |
| 第13回（2001年） | 412編    | 候補        | 「アンデッド・リタナーズ」                  | 佐藤仁     |            |            |
| 第13回（2001年） | 412編    | 候補        | 「アパートと鬼と着せ替え人形」              | 越谷オサム |            |            |
| 第14回（2002年） | 418編    | 大賞        | 「ショート・ストーリーズ」                  | 西崎憲     | 2002年12月 | 2013年4月  |
| 第14回（2002年） | 418編    | 優秀賞      | 「戒」                                      | 小山歩     | 2002年12月 |            |
| 第14回（2002年） | 418編    | 候補        | 「喜劇のなかの喜劇 南の国のシェイクスピア」 | 泉慶一     |            |            |
| 第14回（2002年） | 418編    | 候補        | 「天受売の憂欝」                            | 中島文華   |            |            |
| 第15回（2003年） | 484編    | 大賞        | 「太陽の塔／ピレネーの城」                  | 森見登美彦 | 2003年12月 | 2006年6月  |
| 第15回（2003年） | 484編    | 優秀賞      | 「象の棲む街」                              | 渡辺球     | 2003年12月 |            |
| 第15回（2003年） | 484編    | 候補        | 「ラビット審判」                            | 彼岡淳     |            |            |
| 第15回（2003年） | 484編    | 候補        | 「影舞」                                    | 小田雅久仁 |            |            |
| 第16回（2004年） | 480編    | 大賞        | 「ラス・マンチャス通信」                    | 平山瑞穂   | 2004年12月 | 2008年8月  |
| 第16回（2004年） | 480編    | 優秀賞      | 「ボーナス・トラック」                      | 越谷オサム | 2004年12月 | 2010年7月  |
| 第16回（2004年） | 480編    | 候補        | 「池尻ウォーターコート」                    | 堀井美千子 |            |            |
| 第16回（2004年） | 480編    | 候補        | 「この晴れた日に、ひとりで」                | 原田勝弘   |            |            |
| 第17回（2005年） | 488編    | 大賞        | 「金春屋ゴメス」                            | 西條奈加   | 2005年12月 | 2008年10月 |
| 第17回（2005年） | 488編    | 優秀賞 辞退 | 「愛をめぐる奇妙な 告白のためのフーガ」     | 琴音       | 2005年12月 |            |
| 第17回（2005年） | 488編    | 候補        | 「天上の庭 光の時刻」                       | 水町夏生   |            |            |
| 第17回（2005年） | 488編    | 候補        | 「琥珀ワッチ」                              | 斎木香津   |            |            |
| 第18回（2006年） | 379編    | 大賞        | 「僕僕先生」                                | 仁木英之   | 2006年11月 | 2009年4月  |
| 第18回（2006年） | 379編    | 優秀賞      | 「闇鏡」                                    | 堀川アサコ | 2006年11月 |            |
| 第18回（2006年） | 379編    | 候補        | 「カッパドキア・ワイン」                    | 薗田嘉寛   | 2008年3月  |            |
| 第18回（2006年） | 379編    | 候補        | 「夜のユニコーン」                          | 松田哲也   |            |            |
| 第19回（2007年） | 456編    | 大賞        | 「厭犬伝」                                  | 弘也英明   | 2007年11月 |            |
| 第19回（2007年） | 456編    | 優秀賞      | 「ブラック・ジャック・キッド」              | 久保寺健彦 | 2007年11月 | 2011年5月  |
| 第19回（2007年） | 456編    | 候補        | 「カラクリ猫と時間旅行代理店」              | 和田吉里   |            |            |
| 第19回（2007年） | 456編    | 候補        | 「菊香忌」                                  | 藤田真幸   |            |            |
| 第20回（2008年） | 646編    | 大賞        | 「天界の都 ある建築家をめぐる物語」         | 中村弦     | 2008年11月 | 2011年6月  |
| 第20回（2008年） | 646編    | 優秀賞      | 「彼女の知らない彼女」                      | 里見蘭     | 2008年11月 |            |
| 第20回（2008年） | 646編    | 候補        | 「龍守の末裔」                              | 真山遥     |            |            |
| 第20回（2008年） | 646編    | 候補        | 「イデアル」                                | 松崎祐     |            |            |
| 第21回（2009年） | 652編    | 大賞        | 「月桃夜」                                  | 遠田潤子   | 2009年11月 | 2015年11月 |
| 第21回（2009年） | 652編    | 大賞        | 「増大派に告ぐ」                            | 小田雅久仁 | 2009年11月 |            |
| 第21回（2009年） | 652編    | 候補        | 「鯨が飛ぶ夜」                              | 山田港     |            |            |
| 第21回（2009年） | 652編    | 候補        | 「私小説」                                  | 佐藤千     |            |            |
| 第21回（2009年） | 652編    | 候補        | 「化鳥繚乱」                                | 塵野烏炉   |            |            |
| 第22回（2010年） | 670編    | 大賞        | 「わだつみの鎮魂歌」                        | 紫野貴李   | 2010年11月 |            |
| 第22回（2010年） | 670編    | 優秀賞      | 「しずかの海」                              | 石野晶     | 2010年11月 |            |
| 第22回（2010年） | 670編    | 候補        | 「外法居士KA・SIN」                         | 神護かずみ |            |            |
| 第22回（2010年） | 670編    | 候補        | 「ホール・ショベル ある穴掘りの物語」       | 浅利進     |            |            |
| 第23回（2011年） | 695編    | 大賞        | 「さざなみの国」                            | 勝山海百合 | 2011年11月 |            |
| 第23回（2011年） | 695編    | 優秀賞      | 「吉田キグルマレナイト☆」                   | 日野俊太郎 | 2011年11月 |            |
| 第23回（2011年） | 695編    | 候補        | 「残像の扉」                                | 青水洸     |            |            |
| 第23回（2011年） | 695編    | 候補        | 「逃げ街フェヌセ」                          | 高野丹生   |            |            |
| 第24回（2012年） | 713編    | 大賞        | 該当作なし                                  | 該当作なし | 該当作なし | 該当作なし |
| 第24回（2012年） | 713編    | 優秀賞      | 「朝の容花」                                | 三國青葉   | 2012年11月 | 2014年10月 |
| 第24回（2012年） | 713編    | 優秀賞      | 「ワーカー」                                | 関俊介     | 2012年11月 |            |
| 第24回（2012年） | 713編    | 候補        | 「恐竜ギフト」                              | 井上綾子   | 2015年3月  |            |
| 第24回（2012年） | 713編    | 候補        | 「遠国」                                    | 張間ミカ   |            |            |
| 第25回（2013年） | 644編    | 大賞        | 「今年の贈り物」                            | 古谷田奈月 | 2013年11月 |            |
| 第25回（2013年） | 644編    | 優秀賞      | 「きのこ村の女英雄」                        | 冴崎伸     | 2013年11月 |            |
| 第25回（2013年） | 644編    | 候補        | 「アカシック・ミュージアム」                | 天原聖海   |            |            |
| 第25回（2013年） | 644編    | 候補        | 「悪党華伝」                                | 坂本葵     | 2014年2月  |            |

### 2017年以降
| 年     | 応募総数 | 賞                                   | 受賞・候補作                   | 著者         | 初刊      | 文庫化     |
| ------ | -------- | ------------------------------------ | ------------------------------ | ------------ | --------- | ---------- |
| 2017年 | 788編    | 大賞                                 | 「権三郎狸の話」               | 柿村将彦     | 2018年3月 | 2020年11月 |
| 2017年 | 788編    | 候補                                 | 「ここは愉快な透明の世界」     | 如月新一     |           |            |
| 2017年 | 788編    | 候補                                 | 「爪が消える」                 | 篠宮深琴     |           |            |
| 2017年 | 788編    | 候補                                 | 「御骨奇譚」                   | 淤可見明     |           |            |
| 2018年 | ?編      | 大賞                                 | 「勿怪の憑」                   | 大塚已愛     | 2019年3月 | 2021年11月 |
| 2018年 | ?編      | 候補                                 | 「長谷川の兄さんは暇である」   | 大川慶       |           |            |
| 2018年 | ?編      | 候補                                 | 「植物たちの隠れ家」           | 岸本惟       |           |            |
| 2018年 | ?編      | 候補                                 | 「人の身には過ぎたる願い」     | 高丘哲次     |           |            |
| 2019年 | ?編      | 大賞                                 | 「黒よりも濃い紫の国」         | 高丘哲次     | 2020年3月 | 2022年11月 |
| 2019年 | ?編      | 候補                                 | 「まじない屋の愛情」           | 実石さえ     |           |            |
| 2019年 | ?編      | 候補                                 | 「ミスター・ゴーストハンター」 | 末喜晴       |           |            |
| 2019年 | ?編      | 候補                                 | 「愛されざる子どもたち」       | 真路掬子     |           |            |
| 2020年 | 504編    | 優秀賞                               | 「あけがたの夢」               | 岸本惟       | 2021年3月 |            |
| 2020年 | 504編    | 候補                                 | 「神なき世界の放浪者」         | 織田万里     |           |            |
| 2020年 | 504編    | 候補                                 | 「ルリユールはかく束ねり」     | 末喜晴       |           |            |
| 2020年 | 504編    | 候補                                 | 「ひとでなしの果て」           | 石黒義握     |           |            |
| 2021年 | 538編    | 大賞                                 | 「鯉姫婚姻譚」                 | 藍銅ツバメ   | 2022年6月 | 2025年2月  |
| 2021年 | 538編    | 候補                                 | 「桜立つ」                     | ノモマリカ   |           |            |
| 2021年 | 538編    | 候補                                 | 「雁は帰らない」               | 桧口りょう   |           |            |
| 2021年 | 538編    | 候補                                 | 「あした、さよなら日和」       | 堀井拓馬     |           |            |
| 2023年 | 427編    | 大賞                                 | 「夢現の神獣 未だ醒めず」      | 武石勝義     | 2023年6月 |            |
| 2023年 | 427編    | 候補                                 | 「蒼穹の旅人」                 | 千葉也       |           |            |
| 2023年 | 427編    | 候補                                 | 「天地清明」                   | 上緒心理     |           |            |
| 2023年 | 427編    | 候補                                 | 「祭囃子の音は遠く」           | 米山柊作     |           |            |
| 2024年 |          | 大賞                                 | 「猫と罰」                     | 宇津木健太郎 | 2024年6月 |            |
| 2024年 | 候補     | 「件の事」                           | 橘なわて                       |              |           |            |
| 2024年 | 候補     | 「指先から滴るとりとめのない軌跡よ」 | 佐々木麦                       |              |           |            |
| 2024年 | 候補     | 「星屑と機械」                       | 歌島小鳥                       |              |           |            |
| 2025年 | 354編    | 大賞                                 | 「宝蔵山誌」                   | 明里桜良     | 2025年6月 |            |
| 2025年 | 354編    | 候補                                 | 「おれのGO先祖」               | 国方はるみ   |           |            |
| 2025年 | 354編    | 候補                                 | 「獣少女は陰謀と踊る」         | 眞道直美     |           |            |
| 2025年 | 354編    | 候補                                 | 「鬼大家、坊主に家を貸す」     | 笹木一       |           |            |

## 新潮文庫ファンタジーノベル・シリーズ
候補作や、候補作家の作品などを、新潮文庫オリジナルで刊行した。
- 星虫(ほしむし) 岩本隆雄 (新潮文庫―ファンタジーノベル・シリーズ) 1990/7
- 三日月銀次郎が行く 武良竜彦 (新潮文庫―ファンタジーノベル・シリーズ)1990/7
- 月のしずく100%ジュース 岡崎弘明 (新潮文庫―ファンタジーノベル・シリーズ)1990/7
- ラスト・マジック 村上哲哉 (新潮文庫―ファンタジーノベル・シリーズ)1990/12
- 念術小僧―大江戸サイキック・ボーイ 加藤正和 (新潮文庫―ファンタジーノベル・シリーズ)1990/12
- イーシャの舟 岩本隆雄 (新潮文庫―ファンタジーノベル・シリーズ)1991/7
- 魔剣伝〈暁ノ段〉 流星香 (新潮文庫―ファンタジーノベル・シリーズ)1991/7
- 魔剣伝―黄昏ノ段 流星香 (新潮文庫―ファンタジーノベル・シリーズ)1991/9
- 魔性の子 小野不由美 (新潮文庫)1991/9/30
- メルサスの少年―「螺旋の街」の物語 菅浩江 (新潮文庫―ファンタジーノベル・シリーズ)1991/12
- 東方見聞録 竜の伝説[注 48] 広井王子 (新潮文庫―ファンタジーノベル・シリーズ)1991/12
- 六番目の小夜子 恩田陸 (新潮文庫―ファンタジーノベル・シリーズ)1992/7
- 魔剣伝―牛若丸異聞 流星香 (新潮文庫―ファンタジーノベル・シリーズ)1992/7